# Bondeuppror
Bondeuppror kallas en revolt från bondebefolkningen gentemot makthavarna. Bonderevolter förekommer ofta i feodala/feodalliknande samhällen. Ofta ser de sig som en form av befrielserörelse från någon förtryckande (stats)institution som statsmaktens maktfördelning eller en viss jordägares orättvisa makt.
Den tyske landsortsprästen Thomas Müntzer är en av få ledargestalter för bondeuppror som blivit ihågkommen till vår tid. I Sverige är de skånska snapphanarna, som under lång tid kämpade för återförening med Danmark, samt de småländska upproren under Nils Dacke några av de bäst ihågkomna. Bland andra svenska bondeuppror värda att nämna är den stora daldansen 1743 och Klågerupskravallerna 1811. Mellan 1483 och 1486 hade bönderna i Marks och Kinds härad en fri bonderepublik utan skatt till överheten.  
I modern tid har bönderna därefter dels omorganiserat sig genom kommersialiseringen av jordbruket (övergången från självförsörjning till att bli en del av det kapitalistiska systemet) och genom att etablerade bondeorganisationer och lobbygrupper bildats som LRF och Centerpartiet (gamla bondeförbundet). Bondetåget 1914 var böndernas första större demonstration som politisk maktfaktor i denna nya tid. Det var inget bondeuppror i den regelrätta meningen. 
Idag förekommer det många lokala bondeuppror i främst Kina, Sydamerika och övriga tredje världen. Dessa regioner utmärks av att samhällslivet i mångt och mycket är kvar på feodal nivå, med bönder som i praktiken utnyttjas som slavarbetskraft och/eller bara arbetar för sin egen försörjning. Upproren har dock en väldigt lokal karaktär vilket leder till att de sällan får omvärldens uppmärksamhet och stöd, och att upproren ofta kväses redan på lokal nivå av olika makthavare. Det är därför sällan centralregeringen griper in för att stävja dessa uppror.
Många bondeuppror har genom historien initialt visat sig vara en stark politisk faktor som utgjort ett reellt hot mot makthavarna. Eftersom upproren har en lokal karaktär, har deltagarna kunnat utnyttja geografiska och strategiska fördelar i terrängen för sitt försvar. Särskilt Nils Dackes uppror lyckades hålla ut länge tack vare att de hade kontroll över och kännedom om den småländska landsbygden, något Gustav Vasas trupper inte hade, vilket gjorde att hans knektar besegrades i skogarna. Upprorsrörelserna har däremot visat sig ha en kort tid som sammanhållande politisk makt, då dispyter mellan olika bondeledare och konflikter lett till fragmentering av rörelserna, vilket den hotande centralmakten inte varit sen att utnyttja för att slå ned upproret.

## Bondeuppror i Europa (i urval)
- Peasants' Revolt (England, 1381)
- Engelbrektsupproret (Sverige, 1434-36)
- Tyska bondekriget (södra Tyskland, Schweiz, Österrike, 1524-1526)
- Dackefejden (Sverige, 1542-43)
- Kroatiska och slovenska bondeupproret (1572-1573)
- Klubbekriget (Finland, då del av Sverige, 1596-1597)

## Andra bondeuppror
- De röda ögonbrynen (28 efter Kristus)
- Gula turbanerna (184 – 205)